# Podu Ursului, Prahova
Podu Ursului este un sat în comuna Vărbilău din județul Prahova, Muntenia, România.